# Стэйплс, Пит
Пит Стэйплс (англ. Pete Staples; род. 3 мая 1944) — британский музыкант, наиболее известен как бас-гитарист оригинального состава The Troggs 1960-х годов.

## Биография
В 1965 году Стэйплс и гитарист Крис Бриттон вместе покинули свою первую группу Ten Feet Five и стали частью классического состава The Troggs вместе с вокалистом Регом Пресли и барабанщиком Ронни Бондом, хотя Стэйплс и не был среди основателей группы, лишь заменив Дэйва Райта. В период начиная с середины 1966 по начало 1968 годы они записали девять синглов, которым удалось попасть в британские чарты. Помимо этого Стэйплс участвовал в записи всех студийных альбомов группы того периода, а также написал и исполнил несколько песен, которые были выпущены на альбомах группы и в качестве би-сайдов к её синглам.
В 1968 году Стэйплс женился и во время медового месяца на басу его заменял Тони Мюррей, который помог остальным музыкантам записать альбом Mixed Bag. Вскоре после этого Стэйплс был вытеснен из группы.

## После The Troggs
После ухода из The Troggs Стэйплс был директором паба, а потом работал электриком. Позже он собрал группу Wild Things, которая выступает и поныне. Также он появился в документальном фильме My Generation, снятом в 1995 году для телеканала Channel 4. В 2012 году Пит опубликовал последнюю на сегодняшний день свою песню, которую можно услышать на его официальном сайте.